# Procès de Wiener Neustadt

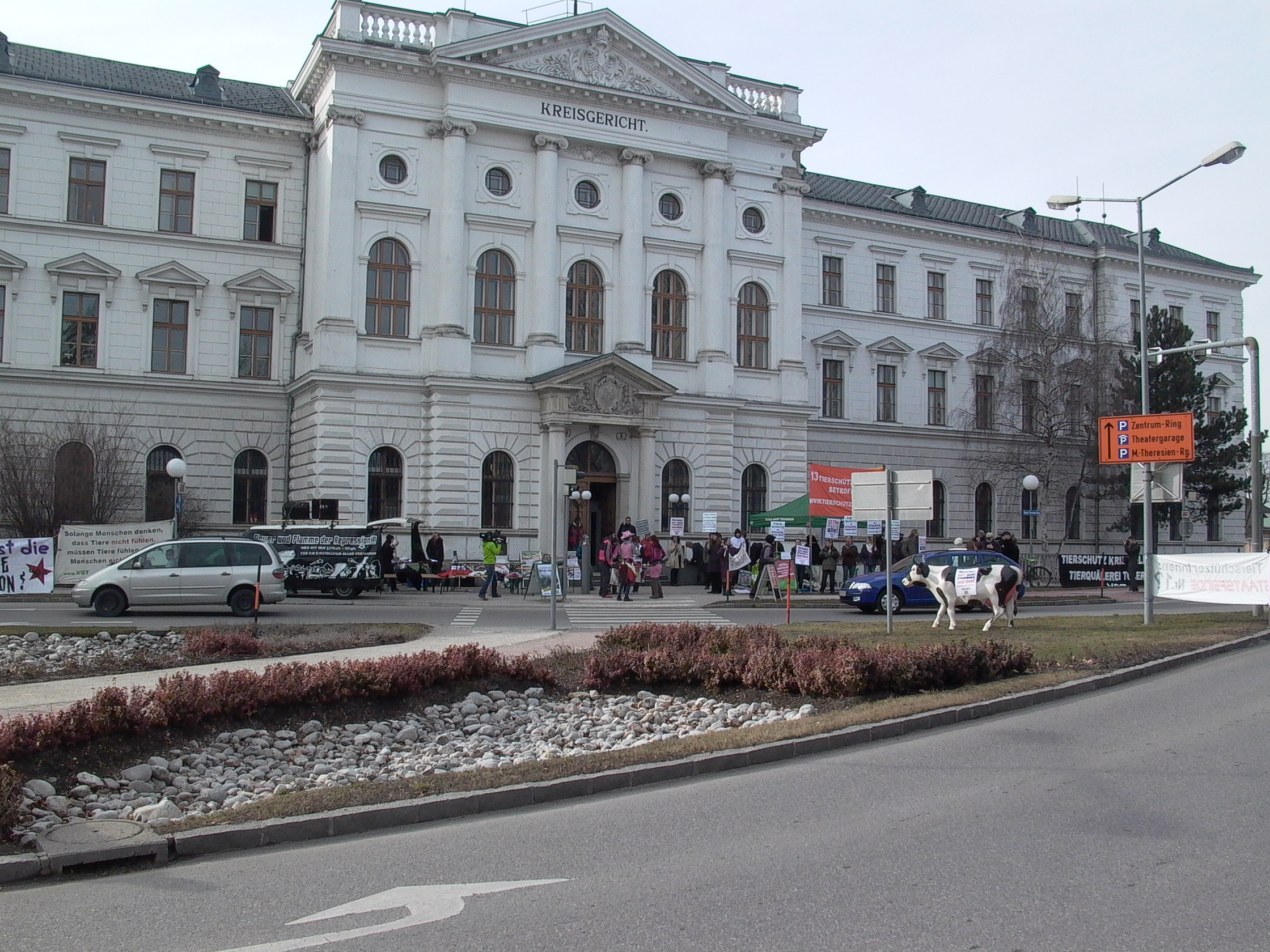
Manifestation au tribunal régional de Wiener Neustadt en Autriche à l'occasion du procès de 13 militants des droits des animaux, accusés d'être membres d'une organisation criminelle internationale ayant commis des dégâts matériels contre des usines d'animaux et des commerces de produits animaux, mars 2010.

Le procès de Wiener Neustadt est un procès pénal contre plusieurs activistes de la cause animale qui se déroule de mars 2010 à mai 2011 en Autriche. Ceux ci furent inculpés pour formation d'une organisation criminelle qui serait responsable de plus de 200 délits sur une période de douze ans. Aussi bien l'enquête qui débuta en 2007, les arrestations de 2008 et la conduite de la procédure judiciaire causèrent des protestations d'ampleur nationale. L'ensemble des prévenus furent disculpés en première instance le 2 mai 2011. Ce verdict fut confirmé en appel le 27 mai 2014,.
L'utilisation de l'article 278a du Code pénal dit « paragraphe de la mafia » et destiné à servir la lutte contre les groupes terroristes est utilisé contre les 13 activistes, défenseurs des droits des animaux. Son utilisation a suscité de nombreuses critiques.

## Déroulement du procès
En mars 2010, après leur placement en détention, les 13 activistes inculpés de « formation d’une organisation criminelle » sont jugés.
Le 17 décembre 2010, l'homme politique Peter Pilz publie sur sa page personnelle un rapport de 97 pages rédigé par une enquêtrice infiltrée au sein de l'association Vereins gegen Tierfabriken (VgT) (en fr : Association contre les usines à animaux), à laquelle appartiennent certains des militants. L'enquête de la personne infiltrée sous le nom de « Danielle Durand » montrent qu'elle n'a rien trouvé d'intéressant en matière pénale durant son enquête. Cependant son travail n'est pas inclus dans le dossier judiciaire et n'a pas été connu avant 17 mois,. Peter Pilz s'est exprimé en disant « Wer sie liest, weiß, warum die Polizei diese Protokolle vor dem Gericht verstecken wollte » soit en français :« Quiconque les lit sait pourquoi la police a voulu cacher ces documents au tribunal »).
Le même jour, l'experte en droit pénal Petra Velten juge les actes de la juge Sonja Arleth incompatibles avec le Code de procédure pénale et la Convention des droits de l'homme. Elle reproche au juge Sonja Arleth d'avoir seulement travaillé sur une liste de questions étroitement définies dont certaines consistaient en des questions purement suggestives.
L'un des avocats de la défense, Michael Dohr, estime que l'état de droit dans la procédure est gravement menacé. Le secrétaire général d’Amnesty International, Heinz Patzelt (en) estime que le droit humain à un procès équitable est menacé.
Le 27 mai 2014, le dernier accusé encore en procès est acquitté.

## Critiques
Le procès est critiqué par les médias ainsi que d'autres acteurs du milieu comme l'avocat constitutionnel Bernd-Christian Funk (en). Mais aussi par des politiques comme Hannes Jarolim, porte-parole du Parti social-démocrate d'Autriche (SPÖ) en matière de justice qui décrit les événements du procès comme un « scandale judiciaire ». Ils reprochent l'utilisation de l'article 278a du Code pénal dit « paragraphe de la mafia » contre des militants défenseurs des droits des animaux ainsi que la façon dans la procédure est menée.
En mai 2011, la ministre de la Justice Beatrix Karl annonce que le paragraphe sur la mafia est en cours de « révision ».

## Adaptation
En 2011, un film documentaire appelé Der Prozess est réalisé par Gerald Igor Hauzenberger (en) et retrace le procès. Il remporte le Prix du Film Erste Bank MehrWERT au Festival international du film de Vienne 2011 ainsi que l'Œil d'Or dans la catégorie « Film documentaire en langue allemande » au Festival du film de Zurich.